# 浅見光彦ミステリー
『浅見光彦ミステリー』（あさみみつひこミステリー）は、1987年から1990年まで日本テレビ系「火曜サスペンス劇場」で放送されたテレビドラマシリーズ。全8回。主演は水谷豊。
光彦の長妹である祐子のエピソードが別人に置き換わっている。
お手伝いの吉田須美子など、登場しない人物もいる。
エンディングのタイトルバックでは浅見光彦の日常の様子（起床から就寝）までが描かれ、実在感を惹起するアクセントとなっている。

## キャスト

### 浅見家
浅見光彦
演 - 水谷豊
ルポライター。第2作からはトヨタ・ソアラ2代目 Z20型に乗っている。
浅見陽一郎
演 - 高橋悦史
光彦の兄。警察庁刑事局長。
浅見雪江
演 - 乙羽信子
光彦と陽一郎の母。
浅見和子
演 - 泉晶子
陽一郎の妻。
娘
演 - 渡辺恭子（第1作 - 第6作） → 中島恵美（第7作・第8作）
陽一郎と和子の娘。
浅見ヨウスケ
演 - 山上隆（第1作 - 第4作） → 石井啓善（第5作 - 第8作）
陽一郎と和子の息子。

### その他
中西
演 - 今井和子（第2作 - 第5作・第7作）
光彦の知人。光彦に見合い相手の紹介をしたりする。

### ゲスト
第1作「平家伝説殺人事件」（1987年）
- 稲田広信（佐和の祖父・教由の父） - 殿山泰司
- 元刑事 - 奥村公延
- 喫茶店の客 - 田武謙三
- 稲田佐和（平家の末裔） - 有森也実
- 稲田教由（教由の身代わりを演じる男・本名「伊藤」） - 松山政路
- 稲田萌子（教由の妻・クラブのホステス） - 松井紀美江
- 当山林太郎（喫茶店店主） - 吉沢健（少年期：藤原暁彦）
- 田口（城南警察署 刑事） - 河原さぶ
- 保険会社調査員 - 小野武彦
- 西本（北品川警察署 刑事） - 片桐竜次
- 城南警察署 刑事課長 - 平野稔
- 吉村（城南警察署 刑事） - 渡辺寛二
- 江川（北品川警察署 刑事） - 福崎和広
- クラブのママ - 有田麻里
- 稲田のアパート大家 - 立石涼子
- 珈琲業者 - 岩倉高子
- 主婦 - 管原ちかよ
- 稲田教由（本物の稲田教由） - 駒崎涼太郎
- 当山のアパート大家 - 小池榮
- 警察署員 - 大林隆介
- 農協職員 - 小川隆市
- フェリー甲板員 - 藤田宗久
- アナウンサー - 小山田春樹

第2作「天城峠殺人事件」（1987年）
- 小松朝美（小松の娘） - 加納みゆき
- 武上清作（夕紀の所属するプロダクションの社長） - 角野卓造
- 桜井夕紀（アイドルスター） - 花輪理恵
- 杉浦（静岡県警下田警察署捜査一課 警部） - 鶴田忍
- 湯が野駐在所巡査 - 粟津號
- 小松章夫（1か月前にひき逃げされて死亡） - 木曽秋一
- 保田（城西警察署捜査一課 課長） - 小林昭二
- 藤田真二（夕紀のマネージャー） - 金田明夫
- 藤田（藤田の母） - 花原照子
- ドラマ撮影スタッフ - 内藤剛志
- メイク担当スタッフ - 亜湖
- 出版社カメラマン - 福崎和宏
- 川下建次（岩手の自動車修理工） - 片桐竜次
- 大船渡ホテル女将 - 木瓜みらい
- 廣田高志、高橋慶彦、内堀和晴、山口真二、河合要、佐々木重和、浜丘奈美

第3作「佐渡伝説殺人事件」（1988年）
- 小林みち子（城南大学図書館 司書） - 鮎川いずみ
- 小堀（滝野川東警察署 刑事） - 橋本功
- 塚原為男（政経ブレーン 社長・佐美屋の養子に出された次男） - ポール牧
- 谷田部健司（衆議院議員・駒津の大学時代の友人） - 渥美国泰
- 三輪昭二（城南大学 教授・駒津の大学時代の友人） - 石浜朗
- マンション住人（みち子の隣人） - 白川和子
- 金の鈴学園 元職員 - 東郷晴子
- 駒津彩子（駒津良雄と百合子の娘） - 山本博美
- 駒津百合子（駒津良雄の妻） - 山本与志恵
- ホステス - 美津井祐子
- 留置所の男 - 片桐竜次
- 刑事A（小堀の部下） - 福崎和広
- 馬場（滝野川東警察署 署長） - 荒井注
- 佐美屋（宿の主人） - 殿山泰司
- 藤井佳代子、土師孝也、村治学、高橋広司、松岡久美、浜丘奈美、河合要、由井薗武彦、山脇義晴、駒崎涼太郎、武田涼子

第4作「美濃路殺人事件」（1988年）
- 月岡ミキ（月岡と加代子の娘） - 岩崎良美
- 月岡加代子（月岡の妻） - 柳川慶子
- 月岡和夫（宝石商） - 勝部演之
- 高桑雅文（八王子市の会社員） - 武藤章生
- 吉田（美濃和紙職人） - 三谷昇
- 松山（呉服商） - 小島三児
- 鈴木（愛知県警犬山東警察署 警部） - 井川比佐志
- 沢口福男（沢口不動産） - 川辺久造
- 大宮（美濃不動産） - 片桐竜次
- 写真週刊誌カメラマン - 福崎和宏
- 愛知県警犬山東警察署 刑事 - 草薙良一
- 写真週刊誌編集長 - 平野稔
- 高桑義男（高桑の息子） - 和泉史郎
- 沢口恭子（沢口の妻） - 阪上和子
- 愛田夏希、井上豪、清水順子、篠田竹雄、久下仁史

第5作「越後路殺人事件」（1989年）
- 漆原肇子（宏の妹） - 黒木瞳
- 漆原睦子（宏と肇子の母） - 鳳八千代
- 漆原宏（浅見光彦の大学の先輩・5か月前から失業中） - 樋浦勉
- 木村達夫 - 片桐竜次
- 西田芳枝（福島屋食堂 女将） - 阪上和子
- 谷山元治（食堂の客） - 木村元
- 二宮（静岡県警沼津中央警察署 刑事・畑山の部下） - 伊藤敏八
- 畑山（静岡県警沼津中央警察署 刑事） - 山谷初男
- 矢野隆一（証券会社の重役・肇子の見合い相手の父） - 戸浦六宏
- カメラマン - 福崎和宏
- 松乃薫、大木正司、坂口進也、緋田景子、岩倉高子、斉藤智子、浜丘奈美、宝田絢子、中島安名、片桐尚美、池田正典

第6作「唐津佐用姫伝説殺人事件」（1989年）
- 成沢久子（登陽の弟子） - 遥くらら
- 佐橋忠緒（登陽の息子） - 新克利
- トキ（干物売り） - 七尾伶子
- 旅館の番頭 - 武内文平
- 景山秀太郎（美術評論家） - 幸田宗丸
- 草間完治（陶芸家） - 津野哲郎
- 安田梅太郎（警視庁城西警察署 刑事） - 北村総一朗
- 南原誠（呼子警察署 刑事） - 赤塚真人
- 村田さと子（生簀活魚料理「玄海」女将・忠緒の婚約者） - 小野みゆき
- 佐橋登陽（有田焼の陶芸家） - 内藤武敏
- 三輝みきこ、宋英徳、榎田逸美、下島麻由、坂口進也

第7作「備後路殺人事件」（1990年）
- 野上耕三（広島県警三次警察署 部長刑事） - 河原崎長一郎
- 桐山玄次（広島県警本部 警部・婿養子で旧姓「米原」） - 田中隆三
- 正法寺美也子（大学日本史講師・浅見和子の大学の後輩） - 丸山秀美
- 津村（津村裕子の母） - 藤夏子
- 美也子の母 - 八木昌子
- 小野（元民宿経営者） - 阪上和子
- 木藤孝一（木材工場「木藤興産」社長） - 菅田俊
- 池田謙（三次市立第二中学校 教師） - 石井洋祐
- 池田竜造（謙の父） - 坂本長利
- 富永隆夫（会社員） - 森下哲夫
- 古本屋「譚海堂」店主 - 片桐竜次
- 三次市観光協会 職員 - 綾田俊樹
- 誤認逮捕される男 - 福崎和宏
- 金尾哲夫、坂口進也、飯田高司、高畑信之、横堀悦夫、藤井佳代子、露木由美

第8作「琵琶湖周航殺人歌」（1990年）
- 横沢（滋賀県警琵琶湖東警察署 刑事） - 名古屋章
- 広岡順子（広岡の孫） - 伊藤つかさ
- 後藤（上島総業 重役） - 遠藤征慈
- 八代（滋賀県警琵琶湖東警察署 刑事・横沢の部下） - 三田村賢二
- 加賀（加賀の妻） - 東恵美子
- 広岡友則（「琵琶湖の水を守る会」会長・元新聞記者） - 神山繁
- 加賀義男（東都鉄鋼 重役・広岡の友人） - 加藤和夫
- 上島俊三（上島総業 社長・広岡と加賀の共通の友人） - 仲谷昇
- 琵琶湖鳰の湖事務所 所長 - 近藤宏
- 吉村よう、石川禅、山賀教弘、細野哲弘、井上智之、青地泉、平野和敏、大野健児、中川大介、工藤彰吾

## スタッフ
- 原作 - 内田康夫
- 企画 - 小坂敬（日本テレビ）
- 脚本 - 岡本克己
- 音楽 - 佐藤允彦（第1作・第2作・第4作 - 第7作）、福井峻（第3作）、大谷和夫（第8作）
- 監督 - 藤井克彦（第1作 - 第3作）、吉川一義（第4作 - 第8作）
- プロデューサー - 長富忠裕（日本テレビ）、赤司学文（近代映画協会）、石川好弘（近代映画協会）
- 制作 - 日本テレビ
- 制作著作 - 近代映画協会

## 放送日程
| 話数 | 放送日         | サブタイトル           | 原作                                         | 脚本     | 監督     | 視聴率 |
| ---- | -------------- | ---------------------- | -------------------------------------------- | -------- | -------- | ------ |
| 1    | 1987年09月08日 | 平家伝説殺人事件       | 『平家伝説殺人事件』（角川文庫版）           | 岡本克己 | 藤井克彦 | 23.5%  |
| 2    | 12月01日       | 天城峠殺人事件         | 『天城峠殺人事件』（光文社文庫）             | 岡本克己 | 藤井克彦 | 21.7%  |
| 3    | 1988年04月12日 | 佐渡伝説殺人事件       | 『佐渡伝説殺人事件』（角川文庫版）           | 岡本克己 | 藤井克彦 | 18.7%  |
| 4    | 9月13日        | 美濃路殺人事件         | 『美濃路殺人事件』（徳間書店刊）             | 岡本克己 | 吉川一義 | 22.0%  |
| 5    | 1989年01月17日 | 越後路殺人事件         | 『漂泊の楽人』（講談社刊）                   | 岡本克己 | 吉川一義 | 24.7%  |
| 6    | 7月11日        | 唐津佐用姫伝説殺人事件 | 『佐用姫伝説殺人事件』（ジョイ・ノベルス刊） | 岡本克己 | 吉川一義 | 18.9%  |
| 7    | 1990年01月16日 | 備後路殺人事件         | 『後鳥羽伝説殺人事件』（角川書店刊）         | 岡本克己 | 吉川一義 | 23.4%  |
| 8    | 7月03日        | 琵琶湖周航殺人歌       | 『琵琶湖周航殺人歌』（講談社刊）             | 岡本克己 | 吉川一義 | 21.6%  |

- 視聴率はビデオリサーチ調べ、関東地区・世帯

## 備考
- 1994年に各タイトルごとの『浅見光彦ミステリー』（VHS）が発売された。
- 2005年に各タイトルごとの『浅見光彦ミステリー』（DVD）及び『浅見光彦ミステリー DVD-BOX I』・『浅見光彦ミステリー DVD-BOX II』がバップから発売されている。
- 2022年4月22日よりBS12にて『浅見光彦ミステリー』が放送中。